# ランガムプレイス
ランガムプレイス（英語：Langham Place、中国語：朗豪坊）とは、香港の九龍にある旺角（Mong Kok）地区に位置する複合施設の名称である。
主にショッピングモール、オフィス、ホテル、映画館などで構成される。

## 概要
ランガムプレイスは、2004年8月に九龍の旺角地区に開業した複合施設である。
もともと旺角近辺は、香港でも随一の歓楽街として発展してきたが、細かい街路区分やビル側面や屋上への無理な建増しなどにより、防災の面からは危険な状況が続いていた。また付近は古くから遊廓や風俗店が多く集まる場所としても知られていたが、旺角地区は若年層も集まる、言わば香港における東京の渋谷や原宿、大阪のアメリカ村などと通じる様な顔も持っており、同時に付近の学校や文教施設に対しての風紀や治安の面も憂慮されていた。
この為、香港特別行政区政府の重建局は彌敦道（Nathan Road）の西側、亜皆老街（Argyle Street）に面する一角（砵蘭街：Portland Street）の250m×100m程度の範囲を再開発する事で決定した。再開発事業のデベロッパーには、香港の総合不動産業者である鷹君集團（Great Eagle Holdings）が指名された。

## 主な施設

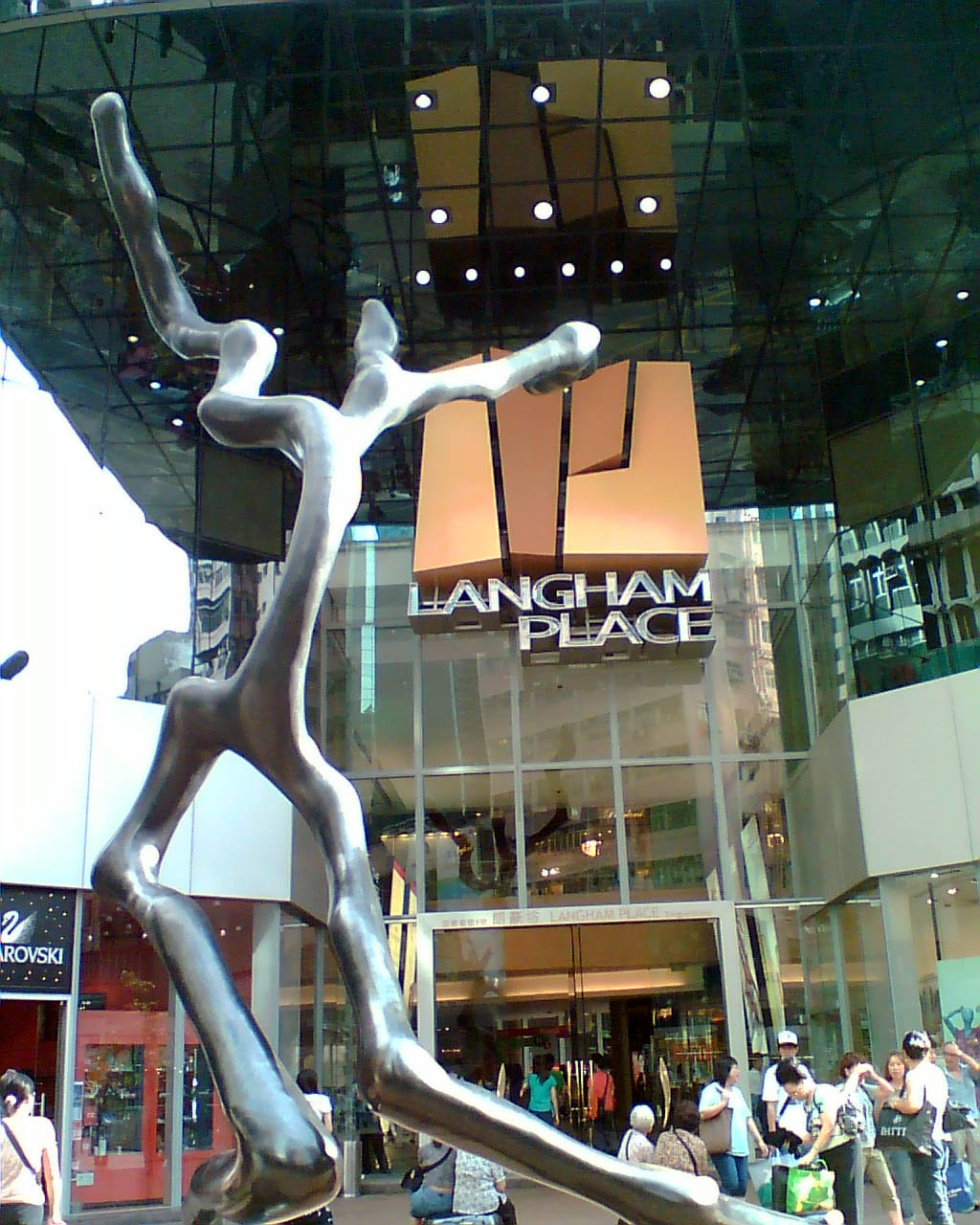
メインエントランスの様子

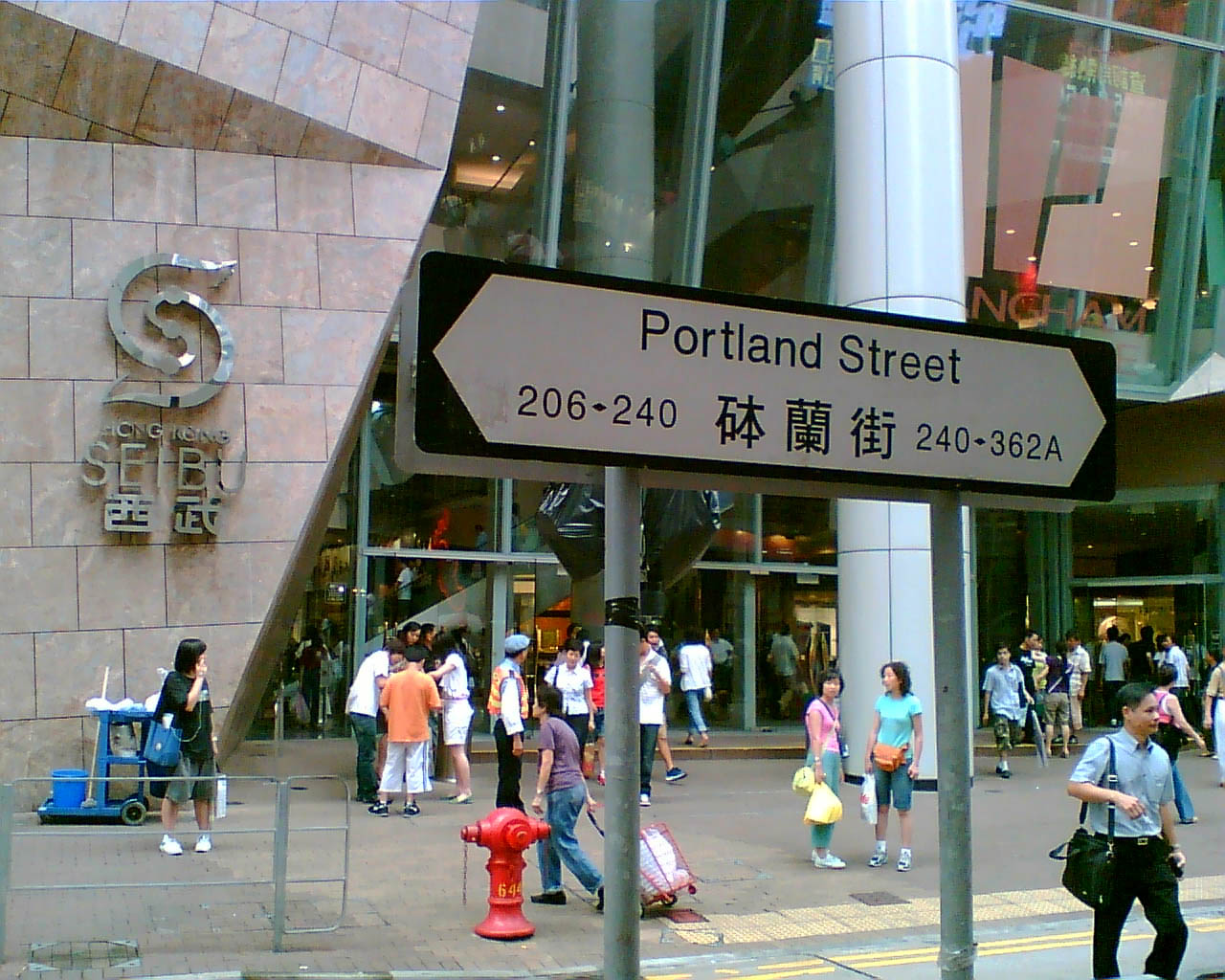
砵蘭街（Portland Street）の西武側入口

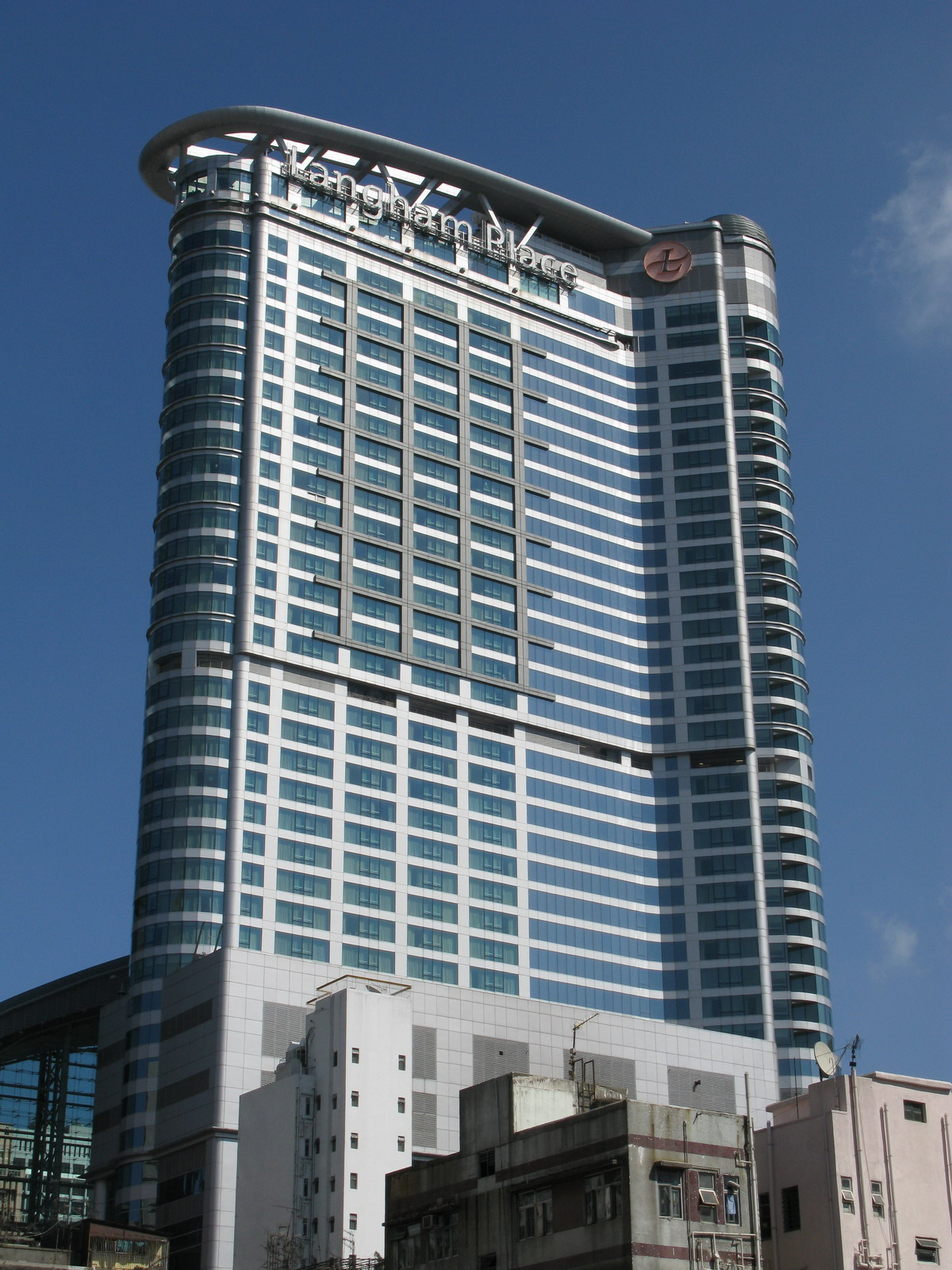
ランガムプレイスホテル

### ショッピングモール
15階建ての建物の中に、100余りのテナントが入居している。4階から最上階まで続くガラス張りのアトリウムをはじめ、5階分もある長大な『通天電梯-エックスプレスカレーター』と呼ばれるエスカレーターや、螺旋階段状のモール構成など個性的な設計が施されている。
このモール施設の設計は、アメリカ人建築家のジョン・ジャーディが設計を担当し、日本にある各施設と類似点も多い。また壁面はジャーディ設計の際にのよく使われるテラコッタ素材を使用し、付近の過剰にネオンサインの看板が重なり合う、いわゆる香港らしい街区に新しい特徴を与えている。
低層階には、飲食店の中には日本でお馴染みの店舗も幾つか見受けられる。高級な雰囲気を持っているが、同時に服飾店などは比較的若年層向けにターゲットを当てキャッチーな印象も併せ持つなど、旺角と言う場所の性格をうかがわせる。

### ランガムプレイスホテル
ランガムホテルズ・インターナショナルの経営する五つ星の高級ホテルである『ランガムプレイスホテル』は、ショッピングモールと共にオープンした。ホテルはオフィス棟及びショッピングモールとは道を隔てた別棟で、高さ170mの超高層ビルである。英語では『Langhamplace Hotel』、中国語では『朗豪酒店』と表記される。
ホテル内には絵画や彫刻、インスタレーションなど、主に中国を中心とした現代美術を数多く展示。モダンで高級な雰囲気を持ち、欧米人などに高い人気を誇っている。また、香港にあるランガムホテルチェーンとしては、現在最も新しい施設である。なおホテル棟とショッピングモールとは、空中回廊で結ばれている。

### オフィスタワー
超高層ビルのオフィスタワー棟は地上59階建てで高さ255.1mを持つ、旺角周辺では最も高いビルである。丸みを帯びた外観で、壁面は全面ハーフミラーガラスを使用、最上部にはドーム型の飾りがあり、夜間には虹色のイルミネーションが点灯する。
旺角を含む九龍地区では、かつての啓徳空港（旧香港国際空港）の高さ規制により高い建物が建てられなかった関係で、香港の中では比較的低層の建築（10階〜30階建て程度）が主流となっている。その為、ランガムプレイスは香港島からも臨む事ができる。

### 映画館
映画館はUA朗豪坊と呼ばれ、シネマコンプレックスの香港UAグループが運営している。UAシネマは、ランガムプレイスの他に香港島の銅鑼湾（Causeway Bay）や金鐘（Admiralty）の太古廣場（Pacific Place）、太古（Tai Koo）の太古城（Tai Koo City）、新界の沙田（Sha Tin）などの香港各地にシネマコンプレックス施設を運営している。

## 広告
ランガムプレイスオープンのプロモーション（広告）は香港の様々な場所で行われ、テレビや新聞、ラジオではもとより、地下鉄（香港MTR）やダブルデッカーバスのラッピング広告なども大々的に行われた。
この際登場したキャラクター『ナディア（Nadia）』が、日本のアニメや漫画などのアキバ系文化から連想される美少女フィギュアの様なCG画像と映像を使用したもので、香港では賛否両論になった。
この広告は香港の映像クリエイターであるメン・チョン（張敏：Man Chung）により製作され、香港政府主催の第三回香港數碼娯樂傑出大獎（Hong Kong Digital Entertainment Excellence Awards）での受賞を受けている。

## 画像

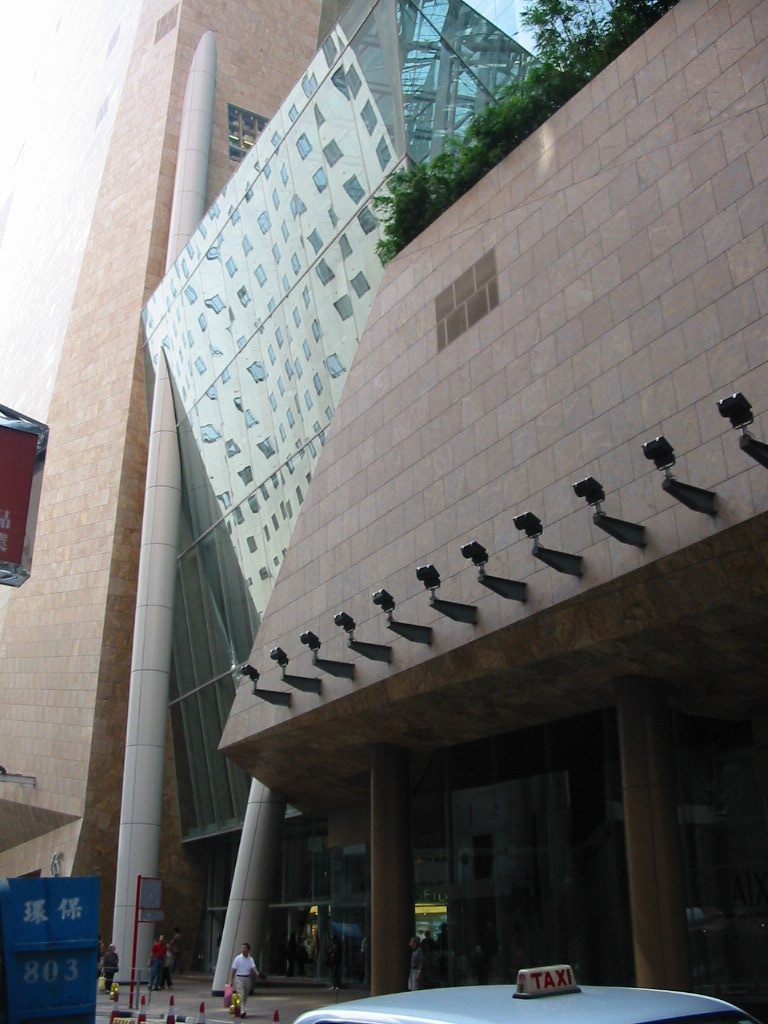
ショッピングモールの壁面
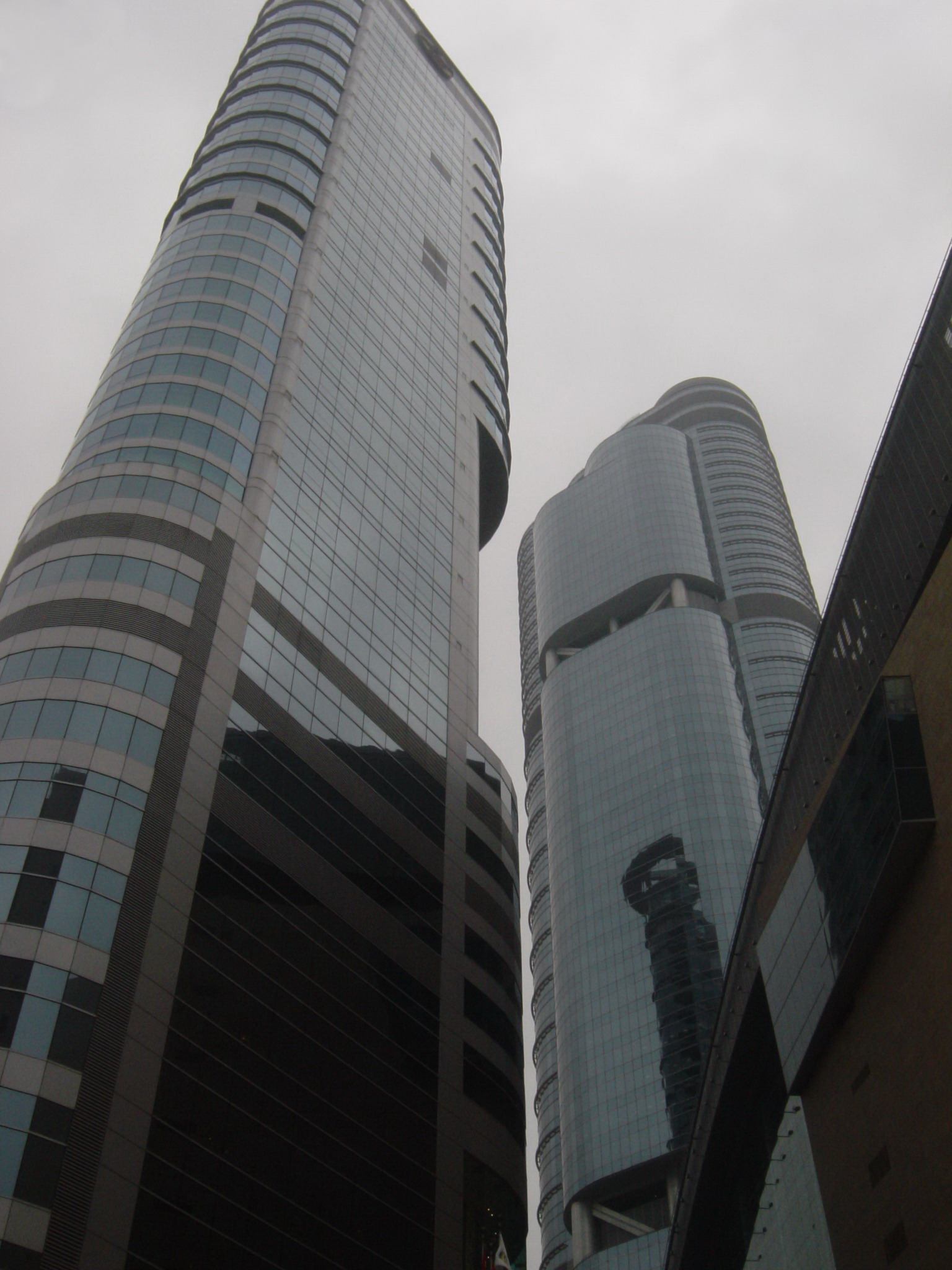
ホテル棟（左）とオフィス棟（右）の様子
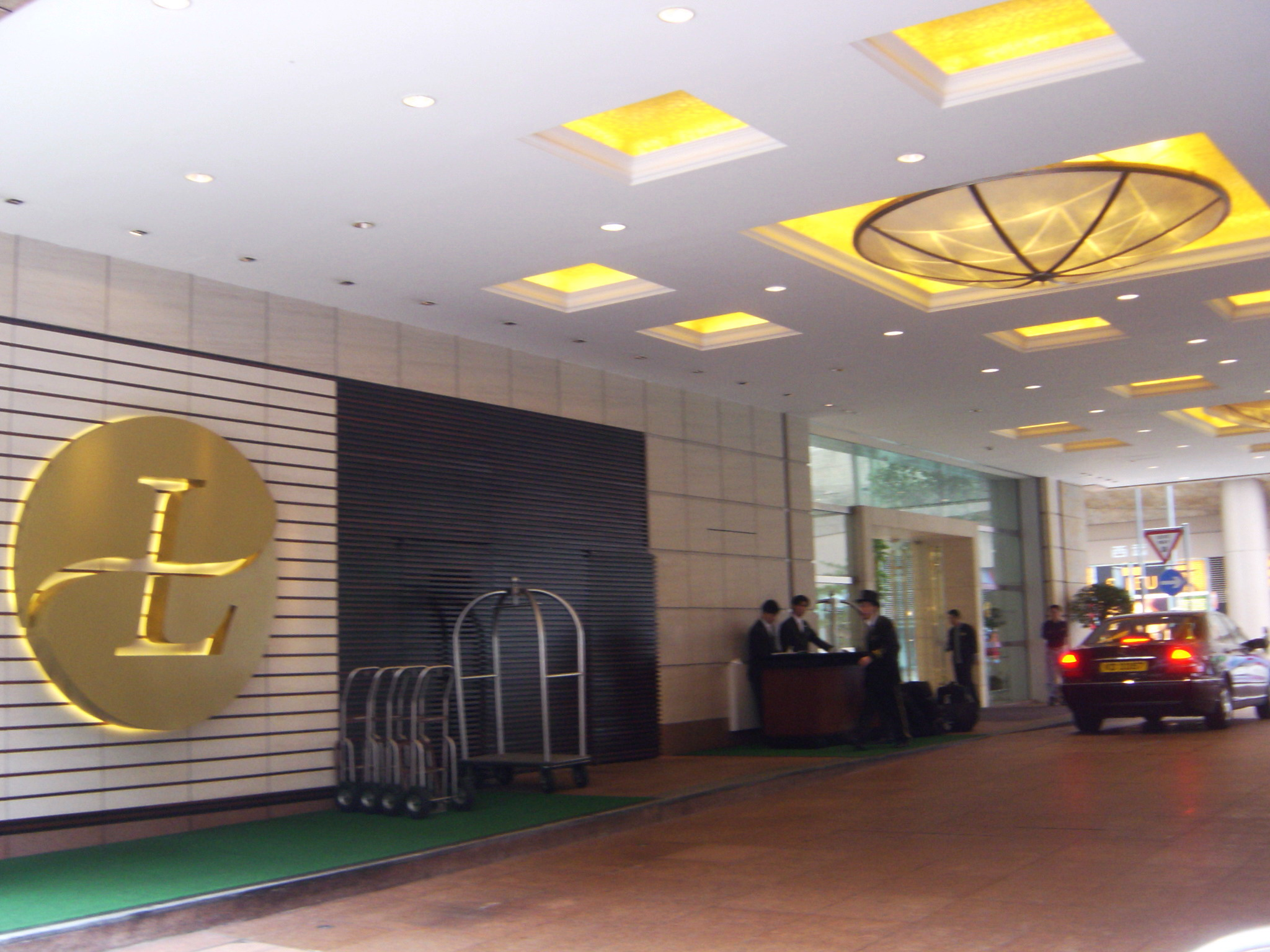
ランガムプレイスホテルの地上エントランス
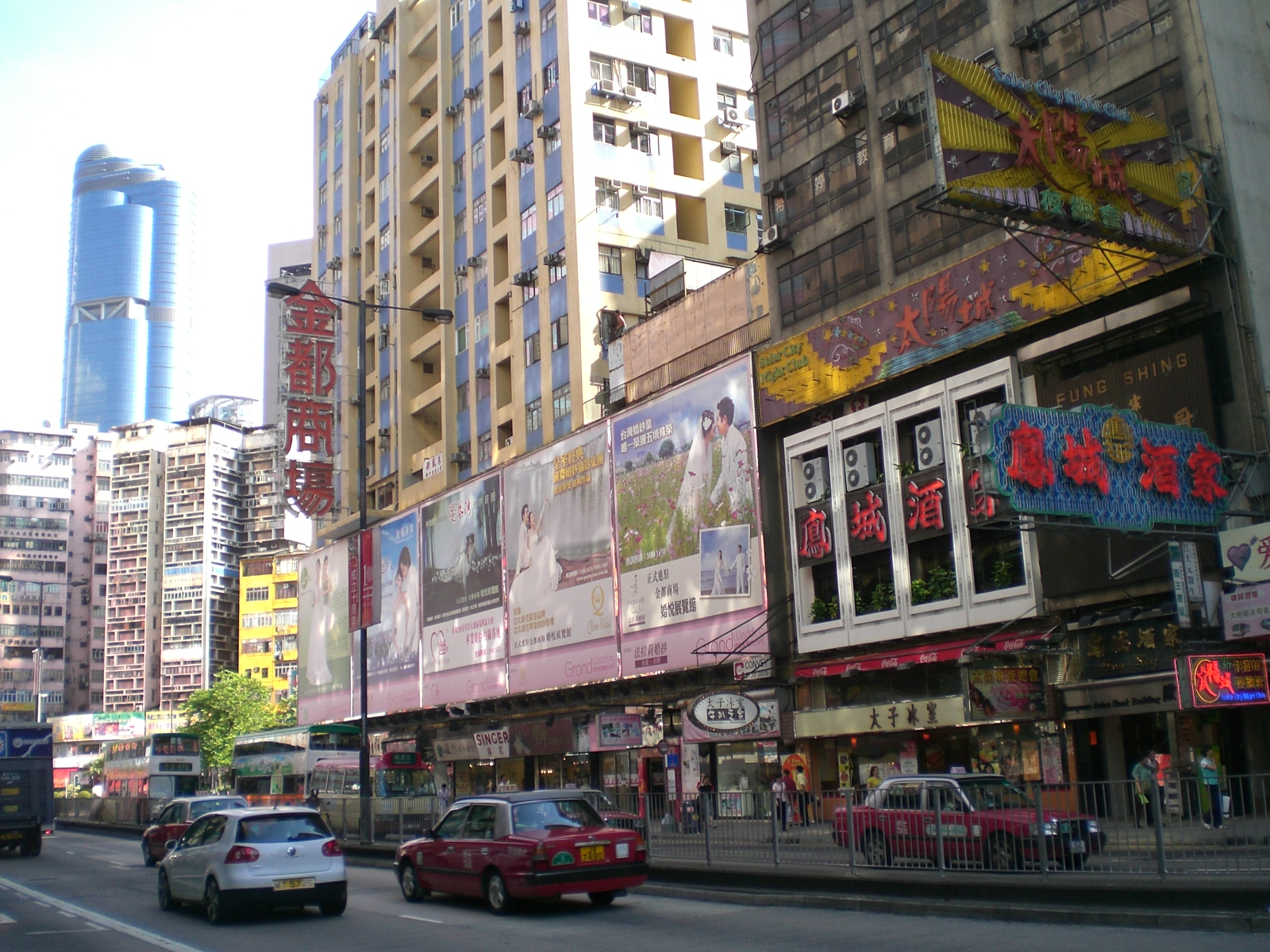
太子付近から見たランガムプレイス

## 周辺施設
- 香港MTR・旺角駅
- 東鉄線（MTR East Rail）・旺角東駅
- 彌敦道（Nathan Road）
- 西洋菜街（中国語版）（Sai Yeung Choi St）
- 花園街（中国語版）（Fa Yuen St）
- 通菜街（中国語版）（Tung Choi St）
- 上海街（Shanghai St）

## 交通
- 香港MTRの旺角駅C3出口直上
- 東鉄線の旺角東駅から徒歩約10分程度
- その他バス（巴士）、ミニバス（公共小巴）、マキシキャブ（公共小巴）など利用